# Saison 2011-2012 du Benfica Lisbonne
Maillots
Dernière mise à jour : 9 Avril 2012.
Chronologie
Saison précédente Saison suivante
La saison 2011-2012 du Benfica Lisbonne est la soixante dix-huitième saison du club lisboète en championnat du Portugal de Liga ZON Sagres, sommet de la hiérarchie du football portugais depuis l'introduction du professionnalisme en 1934.
Le propriétaire du club est Luís Filipe Vieira pour sa 9e saison en tant que président du club. L'équipe est dirigée par l'entraîneur portugais Jorge Jesus, qui participe à sa troisième saison avec le club des Aigles. Il tient dans ses rangs également l'adjoint Miguel Quaresma et Raul José présent depuis trois saisons avec Jesus, qui était le même staff de Jesus pendant sa période à Braga. Dans les rangs, on compte aussi un autre entraîneur adjoint tel que Minervino Pietra, ancien joueur du SLB dans les années 1980, qui était au poste d'observateur du Benfica avant l'ère Jésus qui l'a promu au poste d'entraîneur adjoint.

## Avant-saison

### Mercato
Cette saison au Benfica est marquée par du renouveau contrairement à la saison précédente. Après avoir fini à dix-neuf points du FC Porto la saison précédente, le président a indiqué son intérêt de recruter cette saison.
Cette saison démarre aussi avec des départs: la star du club Fábio Coentrão, après de longues discussions avec le Real Madrid s'engage avec les madrilènes pour un montant de trente millions d'euros. Le Benfica a su profiter de cette transaction pour recruter l'international argentin Ezequiel Garay pour un montant de cinq millions d'euros environ.
On remplace poste pour poste au Benfica. Après le départ de Fábio Coentrão, les aigles s'arrachent deux défenseurs gauches. Le premier est Emerson, recruté pour 2,5 millions d'euros en faveur du Lille OSC. Il a comme doublure le champion du monde espagnol, Joan Capdevila recruté gratuitement en provenance du Villarreal CF. Un gardien souvent fautif, pas très décisif la saison passée, le Benfica cède son ex-gardien Roberto pour une valeur surprenante de 8,6 millions d'euros au Real Saragosse. De plus, ce n'est pas l'unique gardien à quitter le Benfica: Moreira, après douze années au club, quitte le Benfica, souvent remplaçant, non utilisé, il aura fait partie des fidèles joueurs à rester par amour du club. Il quitte le Benfica pour les Gallois de Swansea City, afin de relever l'aventure anglaise en Premier League. L'international des moins de 20 ans portugais, Mika, un des héros de l'aventure portugaise à la Coupe du monde des moins de 20 ans s'engage au Benfica en position de troisième gardien. Après Mika, c'est Eduardo qui rejoint le Benfica, prêté par les Italiens du Genoa. Il devra faire lutte avec un autre arrivant, le gardien brésilien Artur Moraes en provenance de l'AS Rome, révélé avec son bon parcours avec le Sporting Braga l'année dernière, il y vient gratuitement.
Sur le départ, le défenseur Luís Filipe en fin de contrat quitte les aigles en compagnie d'un des chouchous du public lisboete l'Angolais Pedro Mantorras qui se retire du monde du football à seulement vingt-huit ans.
| Transferts             |                    |                     |               |                         |                     |
| Nom                    | Nationalité        | Transfert           | Montant       | Provenance/Destination  | Division            |
| Arrivées               |                    |                     |               |                         |                     |
| Axel Witsel            | Belgique           | Transfert           | environ 8 M € | Standard de Liège       | Jupiler Pro League  |
| Ezequiel Garay         | Argentine          | Transfert           | 5,5 M €       | Real Madrid             | Liga BBVA           |
| Bruno César            | Brésil             | Transfert           | 5,5 M €       | Corinthians             | Série A             |
| Enzo Pérez             | Argentine          | Transfert           | 2,4 M €       | Estudiantes de La Plata | Primera Division    |
| Nemanja Matić          | Serbie             | Transfert           | 4,4 M €       | Chelsea                 | Premier League      |
| Emerson                | Brésil             | Transfert           | 2,5 M €       | Lille OSC               | Ligue 1             |
| Mika                   | Portugal           | Transfert           | 500 000 €     | União de Leiria         | Liga ZON Sagres     |
| André Almeida          | Portugal           | Transfert           | 400 000€      | Belenenses              | Liga Orangina       |
| Joan Capdevila         | Espagne            | Transfert           | Gratuit       | Villarreal CF           | Liga BBVA           |
| Artur Moraes           | Brésil             | Transfert           | Gratuit       | AS Rome                 | Série A             |
| Daniel Wass            | Danemark           | Transfert           | Gratuit       | Brøndby IF              | Superliga           |
| Nuno Coelho            | Portugal           | Transfert           | Gratuit       | Académica de Coimbra    | Liga ZON Sagres     |
| Nolito                 | Espagne            | Transfert           | Gratuit       | FC Barcelone B          | Liga Adelante       |
| Lorenzo Melgarejo      | Paraguay           | Transfert           | Inconnu       | Independiente FBC       | Primera División    |
| Eduardo                | Portugal           | Prêté (1 ans)       |               | Genoa                   | Série A             |
| Luís Martins           | Portugal           | Premier contrat pro |               |                         |                     |
| Rúben Pinto            | Portugal           | Premier contrat pro |               |                         |                     |
| Nélson Oliveira        | Portugal           | Premier contrat pro |               |                         |                     |
| Départs                |                    |                     |               |                         |                     |
| Fábio Coentrão         | Portugal           | Transfert           | 30 M €        | Real Madrid             | Liga BBVA           |
| Roberto                | Espagne            | Transfert           | 8,6 M €       | Real Saragosse          | Liga BBVA           |
| Weldon                 | Brésil             | Transfert           | 1 M €         | CFR Cluj                | Liga I              |
| Moreira                | Portugal           | Transfert           | 850 000 €     | Swansea City            | Premier League      |
| Javier Balboa          | Guinée équatoriale | Transfert           | Gratuit       | SC Beira-Mar            | Liga ZON Sagres     |
| Nuno Gomes             | Portugal           | Transfert           | Gratuit       | Sporting Braga          | Liga ZON Sagres     |
| Jorge Ribeiro          | Portugal           | Transfert           | Gratuit       | Grenade CF              | Liga BBVA           |
| Luís Filipe            | Portugal           | Fin de contrat      |               | SC Olhanense            | Liga ZON Sagres     |
| Pedro Mantorras        | Angola             | Fin de carrière     |               |                         |                     |
| José Luis Fernández    | Argentine          | Prêté (6 mois)      |               | Estudiantes de La Plata | Primera Division    |
| André Almeida          | Portugal           | Prêté (6 mois)      |               | União de Leiria         | Liga ZON Sagres     |
| Júlio César            | Brésil             | Prêté (1 ans)       |               | Grenade CF              | Liga BBVA           |
| Jan Oblak              | Slovénie           | Prêté (1 ans)       |               | União de Leiria         | Liga ZON Sagres     |
| José Shaffer           | Argentine          | Prêté (1 ans)       |               | União de Leiria         | Liga ZON Sagres     |
| Fábio Faria            | Portugal           | Prêté (1 ans)       |               | FC Paços de Ferreira    | Liga ZON Sagres     |
| Miguel Rosa            | Portugal           | Prêté (1 ans)       |               | Belenenses              | Liga Orangina       |
| Roderick Miranda       | Portugal           | Prêté (1 ans)       |               | Servette de Genève      | Axpo Super League   |
| Lionel Carole          | France             | Prêté (1 ans)       |               | CS Sedan Ardennes       | Ligue 2             |
| Lorenzo Melgarejo      | Paraguay           | Prêté (1 ans)       |               | FC Paços de Ferreira    | Liga ZON Sagres     |
| Sidnei                 | Brésil             | Prêté (1 ans)       |               | Beşiktaş JK             | Spor Toto Süper Lig |
| Airton                 | Brésil             | Prêté (1 ans)       |               | CR Flamengo             | Série A             |
| Felipe Menezes         | Brésil             | Prêté (1 ans)       |               | Botafogo FR             | Série A             |
| Carlos Martins         | Portugal           | Prêté (1 ans)       |               | Grenade CF              | Liga BBVA           |
| Elvis                  | Brésil             | Prêté (1 ans)       |               | União de Leiria         | Liga ZON Sagres     |
| Léo Kanu               | Brésil             | Prêté (1 ans)       |               | Belenenses CF           | Liga Orangina       |
| Franco Jara            | Argentine          | Prêté (1 ans)       |               | Grenade CF              | Liga BBVA           |
| Daniel Wass            | Danemark           | Prêté (1 ans)       |               | Évian Thonon-Gaillard   | Ligue 1             |
| Jonathan Urretaviscaya | Uruguay            | Prêté (1 ans)       |               | Vitória Guimarães       | Liga ZON Sagres     |
| Nuno Coelho            | Portugal           | Prêté (1 ans)       |               | SC Beira-Mar            | Liga ZON Sagres     |
| Alan Kardec            | Brésil             | Prêté (1 ans)       |               | Santos FC               | Série A             |
| Eduardo Salvio         | Argentine          | Retour de prêt      |               | Atlético de Madrid      | Liga BBVA           |

Cette année 2012 marque beaucoup de changements dans le football portugais. La saison prochaine, le Benfica Lisbonne aura de nouveau son équipe B qui jouera en deuxième division nationale. Cependant, afin de se renforcer pour la saison prochaine, le Benfica a déjà garanti deux joueurs. Le premier est le gardien Rafael Copetti en provenance du Brésil. Afin d'attendre la fin de la saison, et en profitant de la blessure de leur autre gardien, les aigles prêtent le gardien jusqu'à la fin de la saison à Leiria. Les bonnes relations entre Leiria et Benfica sont aussi dues à l'attaquant cap-verdien Djaniny Semedo qui rejoindra le Benfica à la fin de la saison. Sans oublier de nombreux joueurs qui appartiennent à Benfica, qui évoluent au sein de cette formation.
Entre-temps, José Luis Fernández arrive en fin de prêt avec les Argentins de l'Estudiantes de La Plata. Le Benfica le prête dans la foulée à un autre club argentin: le Godoy Cruz. À la suite de quelques blessures des défenseurs du Benfica, l'entraîneur Jorge Jesus rappelle André Almeida qui vient ainsi renforcer l'effectif en ce début de mercato hivernal.
En manque de jeu, David Simão rejoint un autre club de D1, l'Académica de Coimbra en prêt jusqu'à la fin de la saison. L'attaquant Rodrigo Mora, lui, rejoint son pays natal et le Peñarol afin de disputer plus de matches que ce qu'il a joué au Benfica. Cela marque aussi la résiliation du contrat du Portugais César Peixoto avec les lisboetes.
| Transferts          |             |                        |         |                        |                  |
| Nom                 | Nationalité | Transfert              | Montant | Provenance/Destination | Division         |
| Arrivées            |             |                        |         |                        |                  |
| Rafael Copetti      | Brésil      | Transfert              | Gratuit | SC Internacional       | Série A          |
| André Almeida       | Portugal    | Retour de prêt         |         | União de Leiria        | Liga ZON Sagres  |
| Départs             |             |                        |         |                        |                  |
| José Luis Fernández | Argentine   | Prêté (6 mois)         |         | Godoy Cruz             | Primera Division |
| David Simão         | Portugal    | Prêté (6 mois)         |         | Académica de Coimbra   | Liga ZON Sagres  |
| Rodrigo Mora        | Uruguay     | Prêté (6 mois)         |         | Peñarol                | Primera División |
| Rafael Copetti      | Brésil      | Prêté (6 mois)         |         | União de Leiria        | Liga ZON Sagres  |
| César Peixoto       | Portugal    | Résiliation de contrat |         |                        |                  |

### Coupe Eusébio

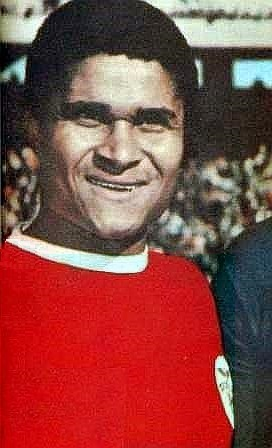
Ancienne légende du football, et du Benfica Lisbonne. La Coupe Eusébio est une compétition organisée en mémoire de cet homme

La Coupe Eusébio est la 4e édition du tournoi organisé par le Benfica Lisbonne. Pour cette édition 2011 qui se déroule le 6 août à l'Estádio da Luz, le Benfica hérite des Anglais de Arsenal. Pour cette unique représentation, le Benfica, équipe organisatrice présente dans toutes les éditions, faisait face aux Anglais de Arsenal qui participait pour la première fois depuis la création de ce tournoi.
La coupe se présente par une seule rencontre entre deux équipes donc une finale. La rencontre se passe et ce sont les Anglais qui prennent le dessus sur les Portugais en menant à la mi-temps un but à zéro grâce à un but de Robin van Persie. Les Portugais se réveillent et reprennent la main dans le match en parvenant à égaliser au tout début de la deuxième période grâce à un but de Pablo Aimar. C'est le petit chouchou du public Nolito qui enfonce le clou et permet au Benfica Lisbonne de remporter sa deuxième Coupe Eusébio dans les quatre éditions qu'elle a organisé.

## Championnat

### Bon début de championnat: journées 1 à 5
La saison 2011-2012 du Benfica Lisbonne démarre le 12 août 2011 contre le promu Gil Vicente. Les lisboetes vont tout miser pour rééditer le titre de champion, manqué la saison dernière, à vingt et un points du leader, le FC Porto. Le début de saison du Benfica commence mal pourtant. Le Benfica a bien commencé en prenant l'avantage grâce à un but de Nolito qui ouvre les hostilités à la huitième minute. Javier Saviola remet l'avantage pour le Benfica à la vingtième minute. Le cours du jeu change. Un Gil Vicente qui tente sa chance et qui est récompensé en réduisant la marque grâce à Hugo Vieira réduit la marque à la trente septième minute. La seconde mi-temps redémarre et le Benfica se fait surprendre par un but de Laionel à la soixante quinzième minute. Le Benfica commence mal le championnat et ne remporte pas la première journée depuis la saison 2006-2007,,,,.
L'autre promu, le CD Feirense vient dans la route du Benfica pendant cette deuxième journée de championnat. Les lisboetes auront à cœur de repartir du bon pied dans ce championnat et de recoller au classement. Le 20 août, le Benfica fait son premier match à domicile. Le match démarre et Benfica, qui démarre bien et qui montre sa supériorité dans cette rencontre, ouvre la marque logiquement grâce une nouvelle fois à l'ailier Nolito. La deuxième mi-temps reprend et Feirense qui surprend sur un coup de tête de Rabiola permet ainsi d'égaliser et de tenir un superbe résultat. La suite du match ne contient aucun suspense. Benfica ultra-offensif est dans l'obligation d'aller chercher la victoire. C'est chose faite à la suite d'un petit cafouillage à la soixante-quinzième minute, ce qui permet à Óscar Cardozo de reprendre l'avantage deux buts à un. Ensuite, le Benfica fait entrer le milieu brésilien Bruno César qui, lors d'une belle action, inscrit le troisième et dernier but dans les arrêts de jeu de la seconde période ce qui permet ainsi de prendre trois points. Par la même occasion, le Benfica recolle d'une petite place la troisième, qui aura pour but de lutter et de dépasser le FC Porto qui est le principal adversaire des aigles.
La troisième journée s'annonce passionnante entre le club de Madère le Nacional et le Benfica. En cas de victoire, le Benfica serait premier aux côtés du Sporting Braga qui a gagné en fin d'après midi. Ce 29 août marque un début de match difficile après de nombreux coups de sifflet du match arrêté par le brouillard qui s'invite sur le Estádio da Madeira. C'est un début de match difficile pour les deux équipes, mais le Benfica fait le plus dur grâce à un homme, l'attaquant paraguayen Óscar Cardozo qui inscrit le premier but du match à la 22e minute. La seconde mi-temps devient tendue entre les deux équipes, à la suite d'un deuxième carton jaune, le milieu du Nacional, João Aurélio se voit expulsé à la 62e minute. Le match reste serré avec une légère domination benfiquista. Mais à la suite d'une contre attaque, Bruno César enfonce le clou dans les ultimes minutes du match, finissant ainsi sur le score de deux buts à zéro. Au classement à la suite de cette victoire, le Benfica se retrouve en tête avec une meilleure différence de buts que le Sporting Braga. Le FC Porto reste à un point derrière avec un match en moins, reporté pour cause de Supercoupe de l'UEFA disputée récemment.
Un Porto toujours éloigné en tête avec deux petits points d'avance devant le Benfica. L'objectif de la journée est évidemment de continuer la série actuelle et d'aligner une quatrième victoire en cinq rencontres de championnat pour revenir à la hauteur du tenant du titre. Pour cela, le Benfica hérite d'un match à domicile pas facile contre un bon Vitória Guimarães qui a effectué un mauvais début de saison, à la suite d'une défaite à domicile sévère contre l'Atlético de Madrid en Ligue Europa qui par la suite fait démissionner Manuel Machado de son poste d'entraîneur. Et c'est l'arrivée de Rui Vitória qui remet l'adversaire du Benfica sur des bons rails, notamment une belle victoire sur le terrain du Nacional de Madère quatre buts à un. La rencontre s'est déroulée difficilement pour les lisboetes mais sans jamais se faire inquiéter. Le match commence et le Benfica hérite de trois penaltys dans toute la rencontre. Deux des trois penaltys sont inscrits par le paraguayen Óscar Cardozo. Guimarães réduit la marque par une belle frappe de Edgar Silva. Le match reste tendu jusqu'à la fin de la rencontre avec une équipe qui pousse pour essayer d'égaliser, mais finalement le Benfica assure sa victoire, certes médiocre, et concrétise sa quatrième victoire en cinq rencontres.
À la suite d'une belle performance contre les Anglais de Manchester United en Ligue des Champions, le Benfica doit se concentrer pour la sixième journée qui se déroule la même semaine que leur affrontement en coupe d'Europe. Un Benfica qui se prépare à une semaine du classico contre le FC Porto. Pour préparer de la meilleure des façons ce match, il fallait remporter la rencontre contre le club des étudiants. Le match débute à l'avantage du Benfica avec un but de Bruno César qui ouvre les hostilités à la vingt cinquième minute. L'Académica pratique un bon football et parvient à obtenir l'égalité  à la trente neuvième minute par un but de Danilo. La réaction lisboete ne se fait pas attendre. C'est Nolito qui donne l'avantage au Benfica seulement deux minutes après l'égalisation. La mi-temps intervient. L'objectif était de pas se faire surprendre car le Benfica ne mène toujours que par un but d'avance, mais la rentrée de Pablo Aimar arrive au bon moment. Pendant sa rentrée à la quatre vingtième et une minute, dans la même minute il obtient un superbe coup franc avec une sortie un peu ratée de Romuald Peiser et en profite pour inscrire un beau but de la tête dans le but vide. Il met le compteur à trois buts à un et, par la même occasion, inscrit son premier but de la saison. Le match est terminé et le Benfica se voit revenir sur le FC Porto à la tête du classement, car le FC Porto a été tenu en échec un peu plus tôt dans la journée contre le CD Feirense par zéro à zéro. Ainsi avant le classico de la sixième journée, le Benfica est à treize points égalité avec le FC Porto en tête mais avec un but de moins ce qui classe Benfica deuxième du classement.

### La lutte avec Porto: journée 6
La lutte avec Porto s'intensifie depuis le début de cette saison. Et c'est à la sixième journée de championnat que commence le classico tant attendu au Portugal. Le FC Porto, actuel tenant du titre, recevait le Benfica bien renforcé qui va tenter de décrocher des points dans l'Estádio do Dragão. Ce match tant attendu se déroule le 23 septembre. C'est un jeu très serré qui se déroule au début du match. Porto prend l'avantage et le montre sur le terrain. Il parvient à ouvrir le score à la suite d'un coup de pied arrêté bien marqué de la tête du jeune prodige brésilien Kléber de la tête à la trente septième minute. Les dragons continuent leur percée au score en obtenant un bon un but à zéro à la mi-temps. À la suite de ce but, c'est un Benfica différent qui tente plus l'attaque. En essayant d'obtenir l'égalisation, la deuxième mi-temps commence très bien pour les lisboetes. À la suite d'une belle passe de Nolito, Óscar Cardozo parvient à égaliser pour les aigles à seulement deux minutes du début de la seconde période. La réaction portista ne se fait pas attendre avec une belle action bien construite de Nicolás Otamendi. À la suite de cela, Porto défend son score et l'entraîneur Vítor Pereira en profite pour sortir Kléber à dix petites minutes de la fin. Javier Saviola, rentré un peu plus tôt, offre une belle passe pour son compatriote argentin, et Nicolás Gaitán égalise à bout portant à la suite d'un joli bijou qui rebondit sous la barre et  parvient à égaliser à la quatre-vingt deuxième minute. Le Benfica résiste et obtient un bon point sur le terrain de son ennemi-juré et profite ainsi de la première place du championnat, à la suite du deux à deux qui profite donc à Benfica, qui prend donc cette première place de championnat avec les mêmes points que son adversaire du soir.

### Classement actuel et statistiques
La saison se déroule actuellement et le Benfica se classe actuellement co-leader du championnat derrière le principal concurrent des lisboetes: le FC Porto qui est aussi le tenant du titre. Une moins bonne différence de buts avec le Benfica explique cette position. Les équipes qui suivent ne sont autres que les autres prétendants de la saison : le Sporting qui hérite de la troisième place à quelques longueurs derrière, suivi du Sporting Braga, et le Marítimo. Ce dernier se trouve en cinquième position et, malgré leur bon début de saison, les madeirenses n'ont pas réussi à faire face à leurs adversaires Porto et Benfica.
Statistiques actualisées au 31 décembre 2011
Extrait du classement du Championnat du Portugal 2011-2012
| Rang | Équipe         | Pts | J  | G  | N | P | Bp | Bc | Diff |
| --- | -------------- | --- | -- | -- | - | - | -- | -- | ---- |
| 1 | FC Porto       | 33  | 13 | 10 | 3 | 0 | 30 | 11 | +19  |
| 2 | Benfica        | 33  | 13 | 10 | 3 | 0 | 32 | 8  | +24  |
| 3 | Sporting       | 27  | 13 | 8  | 3 | 2 | 26 | 12 | +14  |
| 4 | Sporting Braga | 25  | 13 | 7  | 4 | 2 | 24 | 12 | +12  |
| 5 | Marítimo       | 22  | 13 | 6  | 4 | 3 | 18 | 16 | +2   |
| - Qualifié pour la phase de groupes de la Ligue des champions de l'UEFA 2012-2013 - Qualifié pour le 3e tour de qualification de la Ligue des champions de l'UEFA 2012-2013 - Qualifié pour les barrages de la Ligue Europa 2012-2013 - Qualifié pour le 3e tour de qualification de la Ligue Europa 2012-2013 |                |     |    |    |   |   |    |    |      |

## Coupe du Portugal
Le Benfica Lisbonne fait son entrée dans la compétition le 14 octobre pour le 3e tour de la compétition. Le Benfica hérite d'un ancien pensionnaire de première division : le Portimonense qui évolue cette saison en seconde division. Le match se déroule à Portimão, l'objectif des aigles étant bien évidemment de renouer avec la gloire de ses années passées, avec un entraîneur qui a même confié à la presse que gagner la Coupe du Portugal sera un des objectifs de la saison. Le match ne s'annonce pas facile. Le Benfica met à l'essai quelques joueurs qui jouent peu, tels que David Simão, Nélson Oliveira ou encore Miguel Vítor. Le match débute et finit par le même score à la mi-temps, par zéro à zéro. Bruno César, à la suite d'un beau coup franc bien placé, permet aux benfiquistas de vaincre leur adversaire un à zéro à la cinquante neuvième minute. L'attaquant espagnol Rodrigo enfonce le clou à la soixante deuxième minute. Le Benfica se qualifie pour le tour suivant. Un match où le gardien Eduardo dispute son premier match officiel avec le Benfica.
Après Portimonense, le Benfica hérite d'un ancien pensionnaire de D1, tout comme son précédent adversaire. C'est à Figueira da Foz que le Benfica effectue son 4e tour. Les aigles innovent une attaque inédite: Nélson Oliveira jeune espoir et l'uruguayen Rodrigo Mora qui joueront à l'issue du coup d'envoi. Le match commence sous une pluie incessante. Pedro Taborda, un des joueurs les plus expérimentés de Naval, sera à la hauteur de nombreuses parades. Match pas simple aux côtés des deux équipes, c'est par le même score qu'il a commencé que se finit le match à la mi-temps. Une deuxième mi-temps identique à la première, avec un Naval qui n'hésite pas à faire peur aux lisboetes. C'est pour cela que Jorge Jesus n'hésite pas à jouer tout vers l'attaque avec des rentrées comme Bruno César ou encore Rodrigo à la quatre-vingt unième minute. Seulement une minute après, le jeune espagnol montre sa forme habituelle et marque un but très important et décisif pour Benfica. Le score final ne sera pas modifié, et le Benfica se qualifie. Dans le camp du Benfica, on assure une place en huitièmes de finale, ce qui n'est pas le cas du FC Porto qui est éliminé lourdement aux dépens de l'Académica de Coimbra par trois buts à zéro.
à mettre les liens des matchs

## Coupe de la Ligue
à déterminer

## Ligue des Champions

### Les qualifications

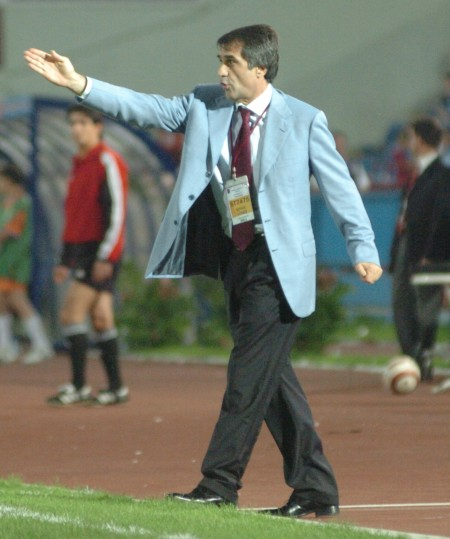
Şenol Güneş, l'ancien gardien emblématique du Trabzonspor, aujourd'hui entraîneur du Trabzonspor ne parviendra pas à barrer la route au Benfica Lisbonne

Le troisième tour de qualifications débute et le Benfica Lisbonne fait son entrée dans la compétition. À ce stade de la compétition, le Benfica hérite des Turcs du Trabzonspor qui font, eux aussi, leur rentrée dans la compétition. Le match aller débute le 27 juillet, avec le premier match officiel de la saison après les matchs de pré-saison du côté des aigles. Une première mi-temps médiocre avec des Turcs qui tiennent le zéro à zéro qui est bénéfique pour l'équipe à l'extérieur. Le Benfica fait le forcing et ça rentre. Nolito ouvre son compteur personnel et met le Benfica sur le bon chemin grâce à un but à la 71e. L'équipe à domicile ne craque pas et parvient à remettre la main dans le match, en inscrivant un second but à la 88e inscrit par Nicolás Gaitán, Jorge Jesus et son équipe prennent un avantage avant la seconde rencontre en Turquie.
La seconde rencontre fait son entrée le 3 août, tout juste une semaine après le match aller. Le Benfica est dans l'obligation de venir chercher sa qualification avec ses deux buts d'avance afin d’espérer poursuivre la compétition. Le match débute et le Benfica rentre bien dans son match en arrivant à marquer une nouvelle fois par l'Espagnol Nolito qui inscrit son but à la 19e minute. Paulo Henrique inscrit l'égalisation pour Trabzonspor, ce qui permet d'y croire mais la tâche s'annonce difficile. La mi-temps étant terminée, la seconde période refait son apparition, et la tâche déjà difficile pour les Turcs s'annonce encore plus : le Polonais Adrian Mierzejewski se fait expulser à la 58e par l'arbitre macédonien Aleksandar Stavrev. Le score n'évolue pas et se termine par un match nul, un but partout. Le Benfica se qualifie grâce à sa victoire deux buts à zéro du match aller, et poursuit la compétition avec une place en barrages.
Ce 16 août est marqué par une belle rencontre affichant les Néerlandais du FC Twente au Benfica Lisbonne. Après avoir hérité d'un tirage pas facile, le Benfica est dans l'obligation de chercher un bon résultat. Le match débute et débute bien pour les locaux grâce à un but du jeune Luuk de Jong qui montre tout son talent et inscrit son but à la 6e minute. Les aigles ne perdent pas espoir, et montrent que le Benfica reste un adversaire encore très fort. Óscar Cardozo à l'aide d'une frappe puissante permet d'égaliser à un but partout à la 21e. Le match reste très serré avec notamment de très bons arrêts du portier Artur Moraes, une bonne équipe offensive à la suite d'un beau jeu collectif grâce à une belle passe de Axel Witsel qui permet à Nolito de marquer dans le but vide à la 35e. Ainsi la mi-temps vient, et le Benfica prend un très court avantage. La seconde mi-temps reprend et le match est toujours autant une belle rencontre. Capable d'une victoire trois buts à un, le Benfica est aussi capable de se faire égaliser à tout moment. Bryan Ruiz le montre bien et parvient à égaliser à la 80e où le gardien réclamait une faute sur son défenseur. Le marquoir revient à deux buts partout et c'est au match retour que cette place de phase de groupes allait se jouer à Lisbonne.
L'ultime rencontre avant la phase de groupes arrive ce 24 août entre Benfica et Twente. Avec un léger avantage de deux buts marqués à l'extérieur, le Benfica part favori dans cette rencontre contre Twente. La première mi-temps, le Benfica domine beaucoup la rencontre sans parvenir à marquer le moindre but. La seconde mi-temps reprend et Axel Witsel s'offre un joli bijou à l'entrée de la seconde période. La suite du match est un spectacle offert par les locaux grâce à un beau but sur corner du défenseur Luisão à la 60e. Le spectacle ne s'arrête pas là, Axel Witsel enfonce le clou et enfonce la qualification aux lisboetes grâce à son but à la 66e sur un face à face avec le gardien. Le Benfica est pratiquement qualifié mais les néerlandais parviennent à sauver l'honneur en marquant le but de la réduction du score à la 85e inscrit une nouvelle fois par le costaricien Bryan Ruiz. Le Benfica est qualifié et participera bien à la plus prestigieuse des compétitions européennes.

### Phase de groupes

L'ailier portugais Nani, un des maillons forts des Red Devils qui même malgré cela ne parvient pas à faire qualifier Manchester United pour la suite de la compétition

Avant que le tirage ne sorte, le Benfica Lisbonne hérite du pot 2 et hérite ainsi de Manchester United issu du pot 1,des Suisses du FC Bâle du pot 3, et du petit poucet de la compétition: les Roumains du Oţelul Galaţi issus du pot 4, qui participent pour la première fois de leur histoire à la Ligue des Champions.
Le premier match de groupe voyait s'affronter le Benfica et le favori des quatre équipes du Groupe C, les Anglais de Manchester United. Club auteur de belles performances avec de grosses victoires et de belles humiliations en championnat, les Anglais n'ont pas pour autant un match facile pour le premier match de groupe. Le match se déroule avec un premier match à l'Estádio da Luz, avec un stade affiché presque complet qui est à la hauteur des socios portugais. Le match commence bien et Benfica crée une petite surprise en ouvrant la marque par Óscar Cardozo qui marque à la suite d'une superbe action ainsi qu'un superbe contrôle qui permet à Benfica de mener un but à zéro. Un Benfica dominateur, mais un Manchester qui parvient à égaliser par efficacité. À la suite d'une belle série de passes, Ryan Giggs sort un beau but qui permet aux Anglais d'obtenir l'égalisation à la quarante deuxième minute. La suite de la deuxième mi-temps reste ouverte des deux côtés avec un Manchester qui commence dominateur et se crée de nombreuses occasions. Pendant la suite du match, le Benfica redevient maître de la rencontre, mais ne parvient pas à obtenir le but de la victoire. Malgré cela, le Benfica obtient un beau match nul contre une belle équipe anglaise en forme.
La seconde rencontre de la phase de poule opposait les Roumains de l'Oţelul Galaţi qui recevaient les Aigles du Benfica, match qui fut disputé pour l'occasion à l'Arena Națională de Bucarest. Après un bon nul lors de la première journée, le Benfica était dans l'obligation de remporter cette rencontre et c'est le cas, le Benfica s'imposant avec le plus petit des scores un à zéro. C'est Bruno César qui ouvre le compteur à la quarantième minute, à la suite d'une très belle action jouée par les lisboetes. La seconde mi-temps ne changera rien malgré une belle maitrise du match. Le Benfica se crée quelques frayeurs en fin de match qui peuvent coûter cher à ce niveau de compétition. Grâce à de très belles parades, le gardien Artur Moraes s'impose comme le principal maillon fort du Benfica depuis le début de la saison. Dans l'autre rencontre, c'est un match de folie qui se déroule entre les Anglais de Manchester United et le FC Bâle où le score finit par trois buts partout. À la suite de ces deux rencontres, le FC Bâle et le Benfica Lisbonne se partagent la première et deuxième place avec quatre points. Manchester, lui, stagne à la troisième place en encaissant un deuxième match nul, tandis que les Roumains ont le compteur bloqué à zéro point.
La troisième journée de la phase de groupes est très importante car elle oppose les Suisses aux Portugais de Benfica. Les deux équipes se partagent la première place, avec deux petites longueurs sur les Anglais, favoris du groupe. Avec une victoire contre les Roumains et un nul contre les Anglais, chacun d'eux s'affrontait lors de la troisième journée, où deux équipes co-leader, où le vainqueur aura pratiquement une qualification assurée. C'est un bon match que pratiquent les Portugais, avec un Bruno César qui ouvre la marque à la vingtième minute. Ensuite, il n'y a plus de buts et la mi-temps arrive sans que le score ne bouge. La fin de match est un peu plus douloureuse que la première pour les lisboetes, avec un Bâle qui pousse sans parvenir à remonter au score. Cette rencontre marque aussi la grande première du jeune espoir espagnol Rodrigo remplacé à la soixante dixième minute par le buteur paraguayen Óscar Cardozo. C'est un choix payant par Jorge Jesus, car, cinq minutes après, Cardozo marque d'un superbe coup franc. La fin de match est un peu agressive, avec un Bâle qui pousse, repoussé par un gardien des grands soirs. Emerson reçoit son deuxième carton jaune à la quatre vingt sixième minute et se voit expulsé. Le Benfica joue à 10. C'est à quelques minutes des arrêts de jeu, que Jorge Jesus vient protester auprès du quatrième arbitre, malgré cela c'est Benfica qui prend la tête du classement avec sept points.
C'est la quatrième rencontre qui va permettre au Benfica d'arracher sa qualification, auteur d'une très belle victoire à l'extérieur face aux Suisses du FC Bâle, c'est une nouvelle fois la même équipe que le Benfica affronte, mais cette-fois à domicile. Raúl José prend l'équipe en main à la suite de l'expulsion de Jorge Jesus, exclu un match de Ligue des Champions lors de son précèdent match pour cause de protestations. Un Benfica avec sept points, avec pour but de gagner cette rencontre afin de conforter la première place et confirmer une présence en huitièmes-de-finale. Le FC Bâle aura pour tâche de se rattrape, et d'y croire à poursuivre la compétition en parvenant à venir piocher des points à Lisbonne. Le jeune Luís Martins est lancé dès le coup d'envoi, en prenant la place habituelle de Emerson. Le début de match est plutôt bon. L'homme du moment, l'Espagnol Rodrigo marque l'ouverture du score à la cinquième minute, à la suite d'une très belle frappe. La suite reste monotone et le match ne bouge pas plus. En seconde mi-temps, on retrouve un FC Bâle avec plus d'envie que celle des locaux, et c'est Benjamin Huggel qui remet le score à égalité à la soixante quatrième minute. Le score ne bougera plus, et c'est un Benfica pas encore qualifié qui va devoir faire face à Old Trafford pour ne pas se faire peur.
La rencontre la plus attendue surgit pendant la cinquième journée: un Manchester United clairement favori dans ce groupe, et un Benfica avec un statut d'outsider. Les deux équipes stagnent avec neuf points au compteur à l'issue de la rencontre, suivi de peu des Suisses du FC Bâle avec huit points. Le match débute. Dès la troisième minute, et avec un peu de réussite, Nicolás Gaitán frappe et est dévié par Phil Jones, ce qui fait un zéro pour Benfica. La suite est équilibrée et Manchester montre qu'il ne faut pas les négliger, surtout à domicile. C'est le Bulgare Dimitar Berbatov qui inscrit l'égalisation à la trentième minute. La suite est un match dans le match, mais c'est sur un score nul que se finit la première mi-temps. La deuxième mi-temps est tout aussi enflammée que la première période. Darren Fletcher arrive toutefois à donner l'avantage à Manchester à la cinquante et neuvième minute. Après une minute seulement, Pablo Aimar obtient l'égalisation du Benfica. Un Benfica qui défendra ensuite son résultat dans la douleur. Grâce à ce but d'Aimar, Benfica est qualifié car les lisboetes ont mis deux buts sur le terrain de United, et Manchester n'a mis qu'un seul but à la Luz. Le Benfica décroche un match nul historique avec la manière.
L'ultime ligne droite pour le SLB passait par les Roumains de l'Oţelul Galaţi. Malgré l'absence du capitaine, Luisão blessé, c'est au Brésilien Jardel que Jorge Jesus fait confiance afin de remporter l'objectif de la soirée qui est de finir premier du groupe. Le début de match est idéal, le buteur paraguayen Óscar Cardozo ouvre le score à la septième minute. La suite du match n'est pas plus emballante, les Roumains persistant pour ne pas finir leur parcours européen à zéro points et de l'autre côté, l'objectif d'être premier pour Benfica. Durant la seconde mi-temps, il n'y aura pas de but, bien que Jesus ait joué la carte offensive sur la fin de la rencontre. Le match n'ira pas plus loin et le Benfica l'emporte un à zéro, mais sur cette dernière journée la vraie surprise nous vient de Bâle, où le FC Bâle élimine les Anglais de Manchester United par deux buts à un. Finalement, on retrouve Benfica premier avec douze points, suivi d'un point par le FC Bâle qui se qualifie. Le favori de ce groupe, surpris par ces adversaires, est quant à lui reversé en Ligue Europa tandis que l'Oţelul Galaţi quitte la compétition.
Groupe C de la Ligue des Champions
| Rang | Équipe            | Pts | J | G | N | P | Bp | Bc | Diff |
| --- | ----------------- | --- | - | - | - | - | -- | -- | ---- |
| 1 | Benfica Lisbonne  | 12  | 6 | 3 | 3 | 0 | 8  | 4  | +4   |
| 2 | FC Bâle           | 11  | 6 | 3 | 2 | 1 | 11 | 10 | +1   |
| 3 | Manchester United | 9   | 6 | 2 | 3 | 1 | 11 | 8  | +3   |
| 4 | Oţelul Galaţi     | 0   | 6 | 0 | 0 | 6 | 3  | 11 | -8   |
| - Qualifié pour le second tour de la Ligue des champions de l'UEFA 2011-2012 - Éliminé mais repêché en seizième de finale de la Ligue Europa 2011-2012 |                   |     |   |   |   |   |    |    |      |

### Phase finale
Après un parcours triomphant jusqu'à présent, le Benfica Lisbonne écope d'une des huit équipes classées deuxièmes de chaque groupe. Le Benfica hérite des Russes du Zenit Saint-Pétersbourg qui, pour l'anecdote, est le tombeur de l'ennemi-juré des aigles en phase de groupes, le FC Porto. Le match aller se déroulera le 15 février 2012 et le match retour se déroulera à domicile le 6 mars 2012. Le Benfica n'avait plus retrouvé le stade des huitièmes de finale depuis six années
Malheureusement, les aigles du Benfica tombent contre les futurs champions de ce tournois, le Chelsea FC, en quarts-de-finale et perdent leurs deux matchs.

## Joueurs et encadrement technique

### Statistiques individuelles
Ezequiel Garay le défenseur, et les milieux de terrains Nolito et le Belge Axel Witsel sont les joueurs qui, actuellement, ont disputé le plus de matchs toutes compétitions confondues. Parmi les joueurs qui jouent le plus souvent, Pablo Aimar est seulement à une longueur derrière. Le gardien de but Artur Moraes, Emerson et Saviola sont, eux, à trois longueurs.
Il y a différents buteurs au Benfica. C'est pour le moment Óscar Cardozo qui a inscrit douze buts depuis le début de la saison (toutes compétitions confondues). Derrière lui suit l'ailier espagnol Nolito qui en est à dix buts depuis son arrivée à Lisbonne.
L'attaquant argentin Franco Jara a disputé seulement deux rencontres avec le Benfica. En effet, au dernier moment du mercato d'été, il est envoyé en prêt par le Benfica afin d'avoir plus de temps de jeu et d'essayer de s'imposer dans le club espagnol promu de Grenade CF, prêt qui se déroulera jusqu'à la fin de la saison.
Statistiques actualisées après le match V. Guimarães-Benfica (1-4) - 04/01/2012
| Championnat | Championnat       | Championnat     | Championnat | Championnat | Championnat | Championnat | Championnat  | Coupe du Portugal | Coupe du Portugal | Coupe du Portugal | Coupe du Portugal | Coupe de la Ligue | Coupe de la Ligue | Coupe de la Ligue | Coupe de la Ligue | Coupe clubs champions (C1) | Coupe clubs champions (C1) | Coupe clubs champions (C1) | Coupe clubs champions (C1) | Total | Total       |
| Numéro      | Poste             | Nom             | Pays        | Mat.        | But inscrit | Averti      | Carton rouge | Mat.              | But inscrit       | Averti            | Carton rouge      | Mat.              | But inscrit       | Averti            | Carton rouge      | Mat.                       | But inscrit                | Averti                     | Carton rouge               | Mat.  | But inscrit |
| ----------- | ----------------- | --------------- | ----------- | ----------- | ----------- | ----------- | ------------ | ----------------- | ----------------- | ----------------- | ----------------- | ----------------- | ----------------- | ----------------- | ----------------- | -------------------------- | -------------------------- | -------------------------- | -------------------------- | ----- | ----------- |
| 1           | Gardien de but    | Artur Moraes    | Brésil      | 13          | -11         | 1           | 0            | 0                 | 0                 | 0                 | 0                 | 0                 | 0                 | 0                 | 0                 | 10                         | -8                         | 3                          | 0                          | 23    | -19         |
| 39          | Gardien de but    | Mika            | Portugal    | 0           | 0           | 0           | 0            | 0                 | 0                 | 0                 | 0                 | 0                 | 0                 | 0                 | 0                 | 0                          | 0                          | 0                          | 0                          | 0     | 0           |
| 47          | Gardien de but    | Eduardo         | Portugal    | 0           | 0           | 0           | 0            | 3                 | -2                | 0                 | 0                 | 1                 | -1                | 0                 | 0                 | 0                          | 0                          | 0                          | 0                          | 4     | -3          |
| 3           | Défenseur         | Emerson         | Brésil      | 12          | 0           | 4           | 0            | 1                 | 0                 | 0                 | 0                 | 1                 | 0                 | 0                 | 0                 | 9                          | 0                          | 2                          | 1                          | 23    | 0           |
| 4           | Défenseur         | Luisão          | Brésil      | 9           | 1           | 3           | 0            | 2                 | 0                 | 0                 | 0                 | 1                 | 0                 | 0                 | 0                 | 9                          | 1                          | 0                          | 0                          | 21    | 2           |
| 14          | Défenseur         | Maxi Pereira    | Uruguay     | 11          | 0           | 4           | 0            | 1                 | 0                 | 0                 | 0                 | 1                 | 0                 | 0                 | 0                 | 9                          | 0                          | 3                          | 0                          | 22    | 0           |
| 24          | Défenseur         | Ezequiel Garay  | Argentine   | 12          | 1           | 2           | 0            | 3                 | 0                 | 0                 | 0                 | 1                 | 0                 | 0                 | 0                 | 10                         | 0                          | 2                          | 0                          | 26    | 1           |
| 27          | Défenseur         | Miguel Vítor    | Portugal    | 0           | 0           | 0           | 0            | 2                 | 0                 | 0                 | 0                 | 0                 | 0                 | 0                 | 0                 | 3                          | 0                          | 1                          | 0                          | 5     | 0           |
| 33          | Défenseur         | Jardel          | Brésil      | 5           | 0           | 1           | 0            | 1                 | 0                 | 0                 | 0                 | 0                 | 0                 | 0                 | 0                 | 1                          | 0                          | 0                          | 0                          | 7     | 0           |
| 34          | Défenseur         | André Almeida   | Portugal    | 0           | 0           | 0           | 0            | 0                 | 0                 | 0                 | 0                 | 0                 | 0                 | 0                 | 0                 | 0                          | 0                          | 0                          | 0                          | 0     | 0           |
| 36          | Défenseur         | Luís Martins    | Portugal    | 0           | 0           | 0           | 0            | 0                 | 0                 | 0                 | 0                 | 0                 | 0                 | 0                 | 0                 | 1                          | 0                          | 0                          | 0                          | 1     | 0           |
| 38          | Défenseur         | Joan Capdevila  | Espagne     | 1           | 0           | 0           | 0            | 2                 | 0                 | 0                 | 0                 | 0                 | 0                 | 0                 | 0                 | 0                          | 0                          | 0                          | 0                          | 3     | 0           |
| 5           | Milieu de terrain | Rúben Amorim    | Portugal    | 6           | 0           | 2           | 0            | 2                 | 0                 | 0                 | 0                 | 0                 | 0                 | 0                 | 0                 | 6                          | 0                          | 1                          | 0                          | 14    | 0           |
| 6           | Milieu de terrain | Javi García     | Espagne     | 10          | 1           | 4           | 0            | 1                 | 0                 | 0                 | 0                 | 1                 | 0                 | 1                 | 0                 | 9                          | 0                          | 1                          | 0                          | 21    | 1           |
| 8           | Milieu de terrain | Bruno César     | Brésil      | 11          | 3           | 3           | 0            | 2                 | 1                 | 0                 | 0                 | 1                 | 0                 | 0                 | 0                 | 8                          | 2                          | 0                          | 0                          | 22    | 6           |
| 9           | Milieu de terrain | Nolito          | Espagne     | 13          | 7           | 2           | 0            | 3                 | 0                 | 2                 | 0                 | 1                 | 0                 | 1                 | 0                 | 9                          | 3                          | 1                          | 0                          | 26    | 10          |
| 10          | Milieu de terrain | Pablo Aimar     | Argentine   | 13          | 1           | 2           | 0            | 2                 | 0                 | 0                 | 0                 | 1                 | 0                 | 0                 | 0                 | 9                          | 1                          | 2                          | 0                          | 25    | 2           |
| 20          | Milieu de terrain | Nicolás Gaitán  | Argentine   | 12          | 1           | 1           | 0            | 1                 | 0                 | 1                 | 0                 | 0                 | 0                 | 0                 | 0                 | 10                         | 1                          | 1                          | 0                          | 23    | 2           |
| 21          | Milieu de terrain | Nemanja Matić   | Serbie      | 6           | 0           | 2           | 0            | 2                 | 0                 | 1                 | 0                 | 0                 | 0                 | 0                 | 0                 | 6                          | 0                          | 0                          | 0                          | 14    | 0           |
| 26          | Milieu de terrain | David Simão     | Portugal    | 0           | 0           | 0           | 0            | 2                 | 0                 | 0                 | 0                 | 0                 | 0                 | 0                 | 0                 | 0                          | 0                          | 0                          | 0                          | 2     | 0           |
| 28          | Milieu de terrain | Axel Witsel     | Belgique    | 13          | 0           | 1           | 0            | 2                 | 0                 | 0                 | 0                 | 1                 | 1                 | 0                 | 0                 | 10                         | 2                          | 0                          | 0                          | 26    | 3           |
| 35          | Milieu de terrain | Enzo Pérez      | Argentine   | 3           | 0           | 0           | 0            | 0                 | 0                 | 0                 | 0                 | 0                 | 0                 | 0                 | 0                 | 1                          | 0                          | 0                          | 0                          | 4     | 0           |
| 37          | Milieu de terrain | Rúben Pinto     | Portugal    | 0           | 0           | 0           | 0            | 0                 | 0                 | 0                 | 0                 | 0                 | 0                 | 0                 | 0                 | 0                          | 0                          | 0                          | 0                          | 0     | 0           |
| 7           | Attaquant         | Óscar Cardozo   | Paraguay    | 12          | 8           | 4           | 1            | 0                 | 0                 | 0                 | 0                 | 1                 | 2                 | 1                 | 0                 | 8                          | 4                          | 1                          | 0                          | 21    | 14          |
| 11          | Attaquant         | Franco Jara     | Argentine   | 1           | 0           | 0           | 0            | 0                 | 0                 | 0                 | 0                 | 0                 | 0                 | 0                 | 0                 | 1                          | 0                          | 0                          | 0                          | 2     | 0           |
| 16          | Attaquant         | Nélson Oliveira | Portugal    | 1           | 0           | 0           | 0            | 3                 | 0                 | 0                 | 0                 | 1                 | 0                 | 0                 | 0                 | 0                          | 0                          | 0                          | 0                          | 5     | 0           |
| 19          | Attaquant         | Rodrigo         | Espagne     | 7           | 3           | 0           | 0            | 3                 | 2                 | 0                 | 0                 | 1                 | 1                 | 0                 | 0                 | 5                          | 1                          | 0                          | 0                          | 16    | 7           |
| 22          | Attaquant         | Rodrigo Mora    | Uruguay     | 0           | 0           | 0           | 0            | 2                 | 0                 | 1                 | 0                 | 0                 | 0                 | 0                 | 0                 | 0                          | 0                          | 0                          | 0                          | 2     | 0           |
| 30          | Attaquant         | Javier Saviola  | Argentine   | 10          | 4           | 2           | 0            | 2                 | 1                 | 0                 | 0                 | 1                 | 0                 | 0                 | 0                 | 6                          | 0                          | 0                          | 0                          | 19    | 5           |

## Classement UEFA
Le Benfica Lisbonne se classe comme la treizième meilleure équipe européenne du moment. Les performances européennes actuelles avec une présence en huitièmes de finale de la Ligue des Champions, et les performances des saisons passées notamment avec une place en demi-finale en Ligue Europa ont fait que les Aigles se trouvent à cette place-là. La saison dernière, le Benfica s'est placé 17e club européen à la suite d'un bon parcours qui lui permet de remettre son écurie dans les meilleures d'Europe. Actuellement, le Benfica se situe treizième, avec quatre places de mieux que la saison précédente.
Il se classe comme le deuxième meilleur club portugais du moment, derrière le principal « ennemi juré », le FC Porto qui lui bénéficie de la huitième place, notamment grâce à son titre de Ligue Europa la saison précédente.
Ce classement marque également une notation de 19,800 en ce moment, aussi grâce à des victoires décisives contre le FC Twente et Trabzonspor dans les play-offs, ainsi donnant accès à la phase de groupe de la Ligue des Champions et en éliminant également un des favoris Manchester United qui fut reléguée en Ligue Europa. Elle est notée aussi grâce à un bon parcours européen car le Benfica, n'a pas perdu une rencontre européenne jusqu'à présent. Le FC Barcelone qui est élu meilleur club européen pour le moment, avec un peu d'avance confortable devant les anglais de Manchester United. qui hérite de la seconde place. Le trio de tête na pas changer depuis la saison dernière avec Chelsea FC qui hérite d'une troisième place.
Classement actualisé au 1er janvier 2012
| Rang 2012 | Rang 2011 | Évolution | Club                   | 2007-2008 | 2008-2009 | 2009-2010 | 2010-2011 | 2011-2012 | Coefficient |
| --------- | --------- | --------- | ---------------------- | --------- | --------- | --------- | --------- | --------- | ----------- |
| 11        | 10        | -1        | AC Milan               | 16,050    | 14,275    | 19,085    | 18,314    | 17,900    | 85,624      |
| 12        | 14        | +2        | Shakhtar Donetsk       | 7,975     | 29,325    | 11,160    | 26,016    | 9,283     | 83,759      |
| 13        | 17        | +4        | Benfica Lisbonne       | 12,586    | 4,357     | 21,000    | 25,760    | 19,800    | 83,502      |
| 14        | 24        | +10       | Olympique de Marseille | 13,385    | 14,200    | 17,000    | 20,150    | 17,933    | 82,668      |
| 15        | 22        | +7        | CSKA Moscou            | 6,250     | 18,950    | 21,233    | 16,183    | 16,783    | 79,399      |

## Affluence
L'affluence moyenne du club à domicile actuellement est de 39 270 supporters en championnat. L'affluence la plus élevée, est le derby lisboete match décisif par deux clubs qui jouent les premières places, le Benfica affrontait son grand rival le Sporting qui a accueilli lors de la onzième journée 63 146 supporters alors que l'affluence la plus faible n'est autre que la rencontre contre l'Académica de Coimbra qui a accueilli 32 191 supporters lors de la cinquième journée.
Statistiques actualisées après le match Benfica-Rio Ave (5-1) - 31 décembre 2011
Affluence du Benfica Lisbonne à domicile en championnat
L'affluence moyenne du club à domicile en Ligue des Champions est actuellement de 44 785 supporters. L'affluence la plus élevée, est le match contre Manchester United qui a accueilli 63 837 supporters lors du premier match des phases de groupes, alors que l'affluence la plus faible est contre le club roumain de l'Oţelul Galaţi qui a accueilli 35 155 supporters, match disputé lors des phases de poules.
Affluence du Benfica Lisbonne à domicile en Ligue des Champions
Au total dans toutes les compétitions officielles, toutes confondues, le Benfica à domicile a accueilli au total 498 818 supporters pendant toutes ses rencontres disputées. En moyenne cela revient à 41 568 supporters par match.

## Maillots
Le nouveau maillot du Benfica Lisbonne domicile de la saison 2011-2012, est l'habituel de couleur rouge. Ce qu'il y a de nouveau dans ce maillot, c'est notamment le col blanc en forme de V qui apparait sur le maillot, tout comme le petit carré bleu de la TMN qui disparait laissant place aux lettres "Meo" blanches sur la tunique rouge ainsi qu'une petite ligne jaune or laissant place sur les côtés du maillot. Le short et les chaussettes sont pratiquement les mêmes que lors des saisons précédentes.
Le maillot extérieur contrairement à la saison précédente change. On ne porte plus la tunique jaune or avec des shorts bleu foncé. Cette saison, le maillot est constitué d'une couleur grise encadrée de noir ainsi que le bout des manches, les chaussettes et le short sont colorés en noir accompagné de gris.
| Maillot domicile | Maillot extérieur |

## Autres équipes

### Juniors
L'équipe junior du Benfica Lisbonne débute actuellement le championnat des juniors, dans la zone sud avec son plus grand rival le Sporting. Actuellement ils se classent deuxième du classement, un résultat mitigé car le Benfica est onze victoire, quatre nuls et trois défaites dans la phase régulière. L'actuel leader n'est autre que leur plus grand rival qui compte onze points d'avance à l'issue de la 18e journée.

### Coupe de la Ruhr

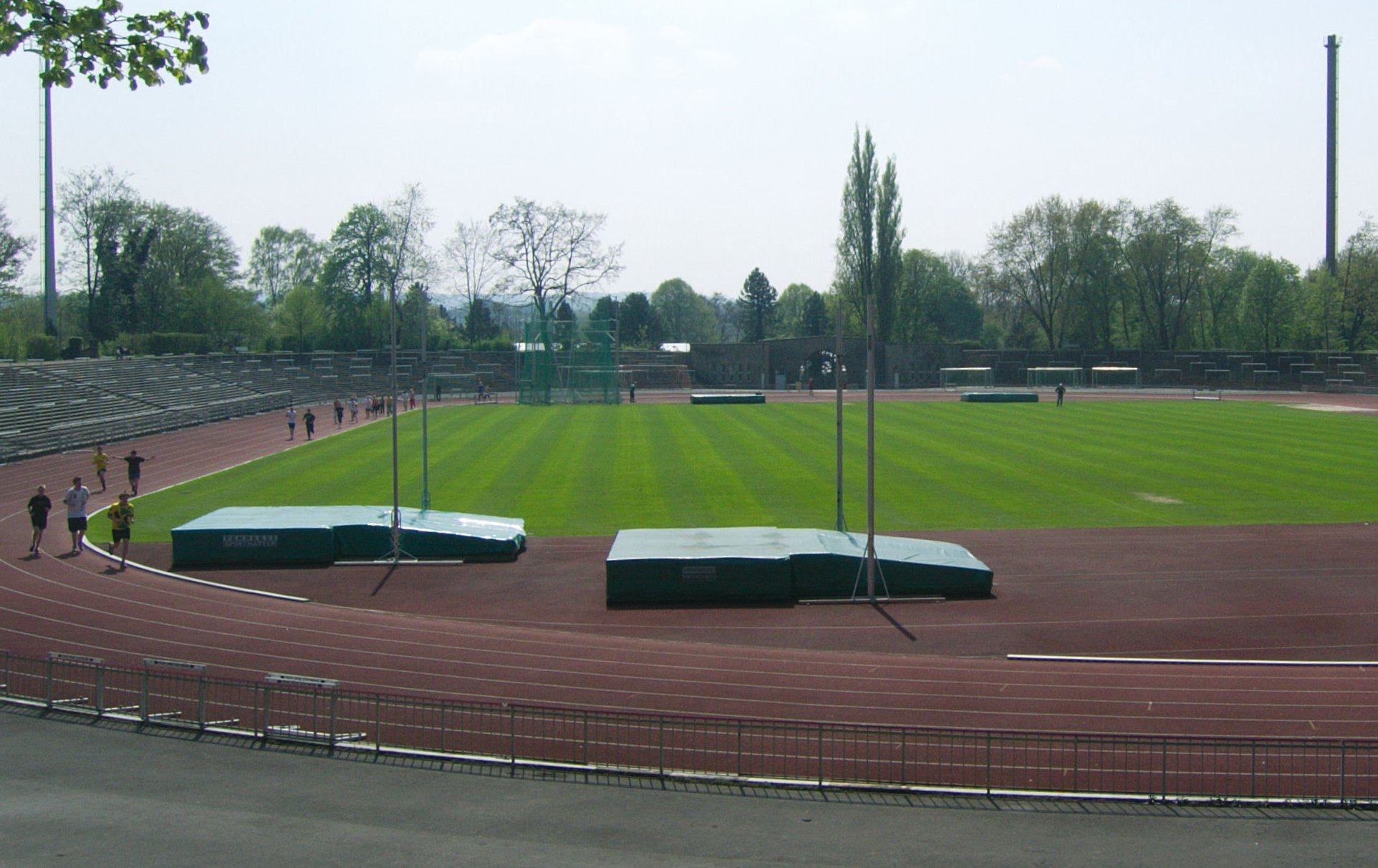
Le Stadion Rote Erde stade qui accueille la Coupe du Ruhr, organisée par l'équipe junior du Borussia Dortmund

Les juniors du Benfica Lisbonne participent à la Coupe de la Ruhr organisée par le Borussia Dortmund dans la catégorie des moins de 19 ans. Cette édition 2011 se déroule du 22 juillet au 24 juillet en comptant la phase de groupes et la finale. Au total, huit équipes sont présentes dans le tournoi. Le Benfica hérite dans ce groupe A du Borussia Dortmund (équipe organisateur), l'autre équipe allemande du Bayern Munich et l'équipe italienne de la Juventus.
Le tournoi commence et le Benfica affronte le Bayern Munich pour cette première rencontre. Ce premier match se termine par une défaite pour les lusitaniens sur le score de deux buts à zéro. Dans l'autre rencontre, le Borussia se sépare de la Juventus par une victoire un but à zéro. Le deuxième match est important pour le Benfica. Une victoire est impérative pour espérer continuer la compétition. Il faut donc aller chercher une victoire contre l'équipe organisatrice. C'est chose faite car le Benfica remporte la rencontre par deux buts à zéro. Dans l'autre rencontre du groupe, le Bayern n'en profite pas et se sépare sur un score nul zéro à zéro contre la Juventus. Lors du dernier match du groupe, le Bayern a un court avantage en étant en tête avec quatre points. Une victoire lui permettrait d'aller en demi-finale, mais c'est chose ratée et le Benfica en profite en allant s'imposer contre la Juventus par trois buts à un. Les Bavarois de Munich ne remportent pas la rencontre, laissant ainsi la victoire du Borussia, et par la même occasion, cédant la première place au Benfica Lisbonne avec six points.
Groupe A de la Coupe du Ruhr
| Rang | Équipe            | Pts | J | G | N | P | Bp | Bc | Diff |
| --- | ----------------- | --- | - | - | - | - | -- | -- | ---- |
| 1 | Benfica Lisbonne  | 6   | 3 | 2 | 0 | 1 | 5  | 3  | +2   |
| 2 | Borussia Dortmund | 6   | 3 | 2 | 0 | 1 | 2  | 2  | 0    |
| 3 | Bayern Munich     | 4   | 3 | 1 | 1 | 1 | 2  | 1  | +1   |
| 4 | Juventus          | 1   | 3 | 0 | 1 | 2 | 1  | 4  | -3   |
| - Qualifié pour la demi-finale de la compétition - Qualifié pour disputer la 5e et 6e place de la compétition - Qualifié pour disputer la 7e et 8e place de la compétition |                   |     |   |   |   |   |    |    |      |

Les demi-finales arrivent, le Benfica qui termine premier de son groupe hérite du second de l'autre groupe. Le Benfica affronte le Werder Brême, malheureusement pour les aigles, les petits diables rouges n'ont pas été à la hauteur de leur rencontre, puisque le Benfica s'incline sur le score de un but à zéro. Dans l'autre rencontre le Borussia Dortmund écarte facilement le FC Porto sur le score de deux buts à zéro. On va donc assister à une finale allemande entre le Borussia et le Werder. Le Benfica pourra encore se consoler en disputant le match pour la 3e place, le Benfica affronte l'autre équipe vaincue de ces demi-finales leur ennemi-juré le FC Porto. On assiste à une troisième place 100 % portugaise, et ce sont les Lisboetes qui prennent le dessus sur leur adversaire avec une victoire deux buts à un, qui permet d'arracher la troisième place de la coupe et ainsi obtenir la médaille de bronze derrière la victoire du Werder Brême et la seconde place du Borussia Dortmund.